# Lo Schiavone
Lo Schiavone è uno scoglio situato nel mar Tirreno in prossimità del centro abitato di Monte di Procida, in Campania, adiacente alla spiaggia di Miliscola.
Non va confuso con lo scoglio omonimo in prossimità dell'isola di Procida, sul lato opposto del canale di Procida.